# Alex Sawyer
Alex Sawyer (Kent, Inglaterra, 13 de febrero de 1993) es un actor inglés, conocido por su papel de Alfie Lewis en House of Anubis.

## Filmografía y créditos televisivos
Películas
| Año  | Título                             | Papel         | Notas            |
| ---- | ---------------------------------- | ------------- | ---------------- |
| 2016 | Macbeth                            | Young Officer | Papel Principal  |
| 2017 | Foxtrap                            | Niall         | Papel Principal  |
| 2017 | Michael Jackson: Man in the Mirror | Teen Michael  | Papel Secundario |

Series
| Año       | Título                       | Papel             | Notas           |
| --------- | ---------------------------- | ----------------- | --------------- |
| 2011-2013 | House of Anubis              | Alfie Lewis       | Papel Principal |
| 2016      | Lost in the West             | Jimmy the Kid     | 1 episodio      |
| 2017      | Father Brown                 | Oscar Bergeres    | 1 episodio      |
| 2017      | The White Princess           | Kofi, Novice Monk | 1 episodio      |
| 2017      | The End of the F***ing World | Topher            | 2 episodios     |
| 2018      | Get Shorty                   | David             | 4 episodios     |

Cortometrajes
| Año  | Título              | Papel     | Notas                   |
| ---- | ------------------- | --------- | ----------------------- |
| 2014 | I'm Vomiting On You | Amigo     | Protagonista            |
| 2014 | Relapse             | Alan      | Protagonista y director |
| 2016 | Fred                | Tyler     | Protagonista            |
| 2016 | Sinners             | Alf Vargo | Protagonista            |

Teatro
| Año       | Título                              |
| --------- | ----------------------------------- |
| 2001      | Oliver!                             |
| 2014-2015 | Alicia en el país de las maravillas |

## Música
| Año  | Título      | Notas                                                            |
| ---- | ----------- | ---------------------------------------------------------------- |
| 2014 | "Relapse"   | Con Tasie Lawrence                                               |
| 2015 | "i"         | Cover de la canción "i" de Kendrick Lamar                        |
| 2015 | "Two Weeks" | Con Tasie Lawrence. Cover de la canción "Two Weeks" de FKA twigs |